# Crocker (Missouri)
Crocker – miasto w Stanach Zjednoczonych, w stanie Missouri, w hrabstwie Pulaski.